# Holywell Music Room

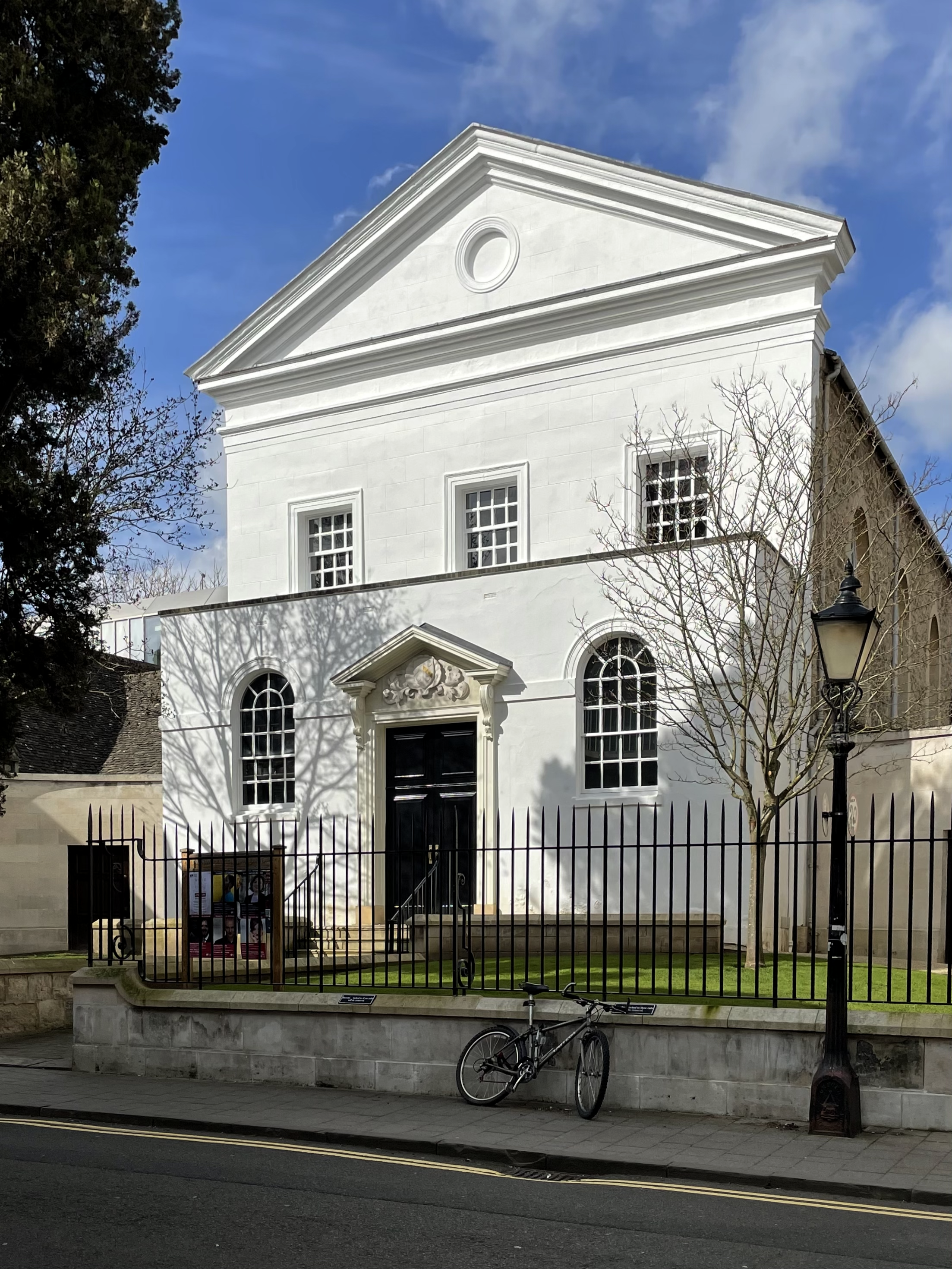
Holywell Music Room (2021)

Die Holywell Music Room ist eine Musikhalle in Oxford in England.

## Lage und Architektur
Der Holywell Music Room wurde 1748 nach den Vorbildern in London erbaut. Der Entwurf wurde von Thomas Caplin, dem Vize-Prinzipal des Oxforder Colleges St Edmund Hall, erstellt. Er liegt auf dem Gelände des Wadham College an der Oxforder Holywell Street.
Die Zuhörer sitzen in dem Musiksaal U-förmig mit Blick auf das Podium, hinter dem seit einigen Jahren eine hierher versetzte antike Orgel steht. Der Raum ist der Ort für eine Vielzahl von Musikdarbietungen.

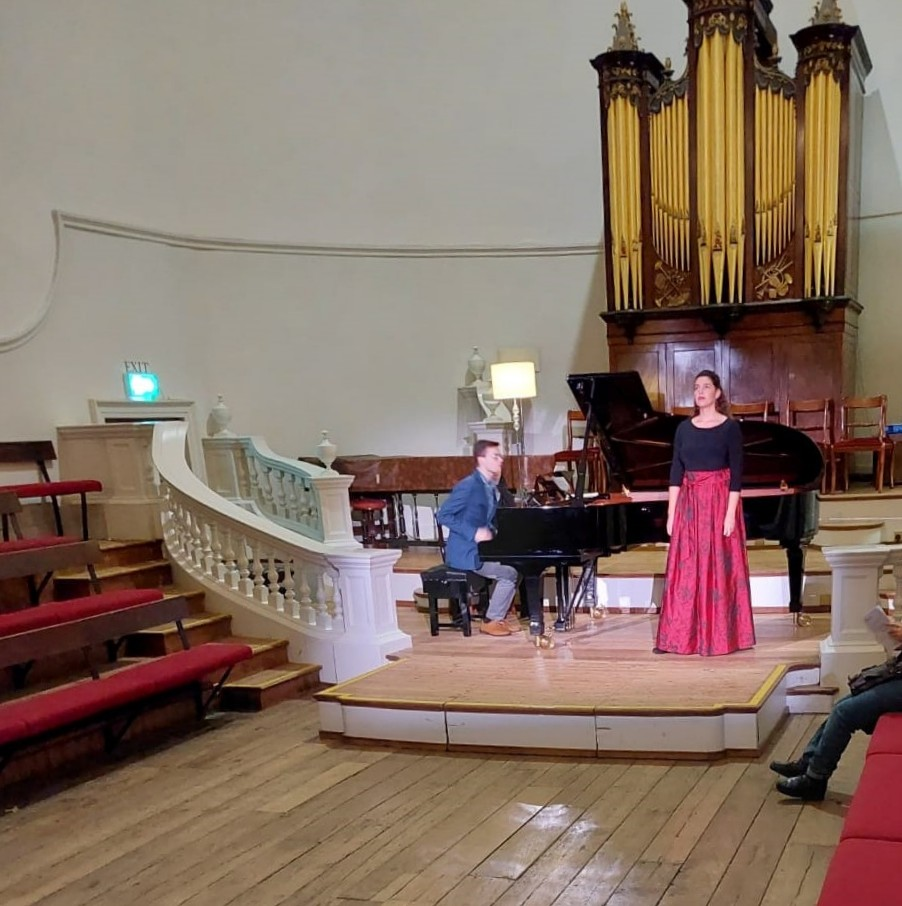
Eine Sängerin und ihr Begleiter nehmen im Dezember 2021 im Holywell Music Room an der Endrunde des Young Singers’ Competition (Wettbewerb für Junge Sänger) der Bampton Classical Opera teil

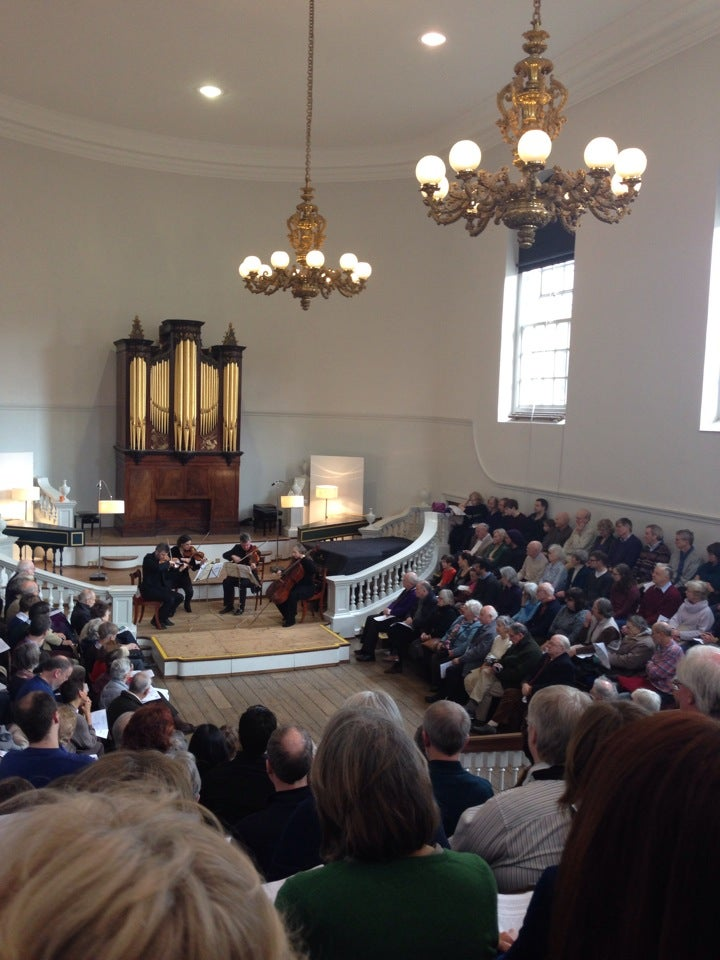
Ein Streichquartett spielt Kammermusik im Raum

Das Gebäude ist seit 1954 denkmalgeschützt und wird in der Denkmalliste als Gebäude Grade II* aufgeführt.

## Geschichte
Seit 1748 finden die vom Komponisten William Hayes eingeführten wöchentlichen Konzerte in dem Musiksaal statt. Der Holywell Music Room war im Laufe der Zeit auch Aufführungsort für Musiker wie Joseph Haydn und Georg Friedrich Händel sowie seit 2002 für das Oxford Lieder Festival.